# Coniopteryx obscura
Coniopteryx obscura is een insect uit de familie van de dwerggaasvliegen (Coniopterygidae), die tot de orde netvleugeligen (Neuroptera) behoort. 
De wetenschappelijke naam Coniopteryx obscura is voor het eerst geldig gepubliceerd door Navás in 1934.